# سنو باترول
سنو باترول (بالإنجليزية: Snow Patrol)‏ هي فرقة روك بديل أعضائها من آيرلندا الشمالية واسكتلندا. تأسست في جامعة دندي في مدينة دندي الاسكتلندية عام 1994.
الفرقة تأسست أواخر 1994 من قبل الطلاب الثلاث غاري لايتبدي، مايكل موريسن ومارك ماكليلاند (جميعهم من آيرلندا الشمالية) واتخذت اسم «شرغ» Shrug.
تتخذ الفرقة الآن من مدينة غلاسغو مقارا لها. أول ثلاثة إصدارات للفرقة هي الأغنية المطولة ستارفايتر بايلوت "Starfighter Pilot" وألبوم «سونغس فور بولاربييرز» Songs for Polarbears وألبوم «عندما انتهى كل شيء لا زال علينا القيام بتوضيح» When It's All Over We Still Have to Clear Up لم تحقق مبيعات جيدة. لكن عندما انتقلت الفرقة إلى شركة توزيع رئيسية أطلقوا ألبومهم في 2003 الذي حمل اسم «فاينل سترو» Final Straw وصلت مبيعاته إلى أربعة ملايين نسخة "4x platinum" في المملكة المتحدة.
كانت هذه هي المرة الأولى التي تحقق فيها الفرقة مبيعات قياسية، تلى ذلك نجاح على المستوى العالمي حين حقق ألبوم «آيز أوبن» Eyes Open مبيعات على مستوى العالم وصل إلى 4.6 مليون نسخة.
تعتبر أغاني «رن» Run و«تشاسينغ كارز» Chasing Cars و«سغنال فاير» Signal Fire من أشهر أغان الفرقة وأكثرها تفضيلا.
تم ترشيح سنو باترول لثلاثة جوائز بريت كما حازت الفرقة على 5 جوائز موسيقية من مهرجان ميتيور ميوزيك آووردز "Meteor Music Awards" وهو مهرجان الموسيقى القومي في آيرلندا.
في 2008 أصدرت الفرقة خامس ألبوم لها وهو «هندرد مليون سنز» A Hundred Million Suns.
على مستوى العالم باعت الفرقة مايزيد عن 10 ملايين نسخة لألبوماتها.